# Tiranet orellut de Bahia
El tiranet orellut de Bahia (Phylloscartes beckeri) és un ocell de la família dels tirànids (Tyrannidae).

## Hàbitat i distribució
Habita els boscos de Brasil oriental.